# Brâncoveni
Brâncoveni – wieś w Rumunii, w okręgu Aluta, w gminie Brâncoveni. W 2011 roku liczyła 1016 mieszkańców.